# Andrzej Niewęgłowski
Andrzej Niewęgłowski (ur. 2 marca 1932 w Warszawie, zm. 14 grudnia 2020) – polski archeolog, dr hab. nauk humanistycznych.

## Życiorys

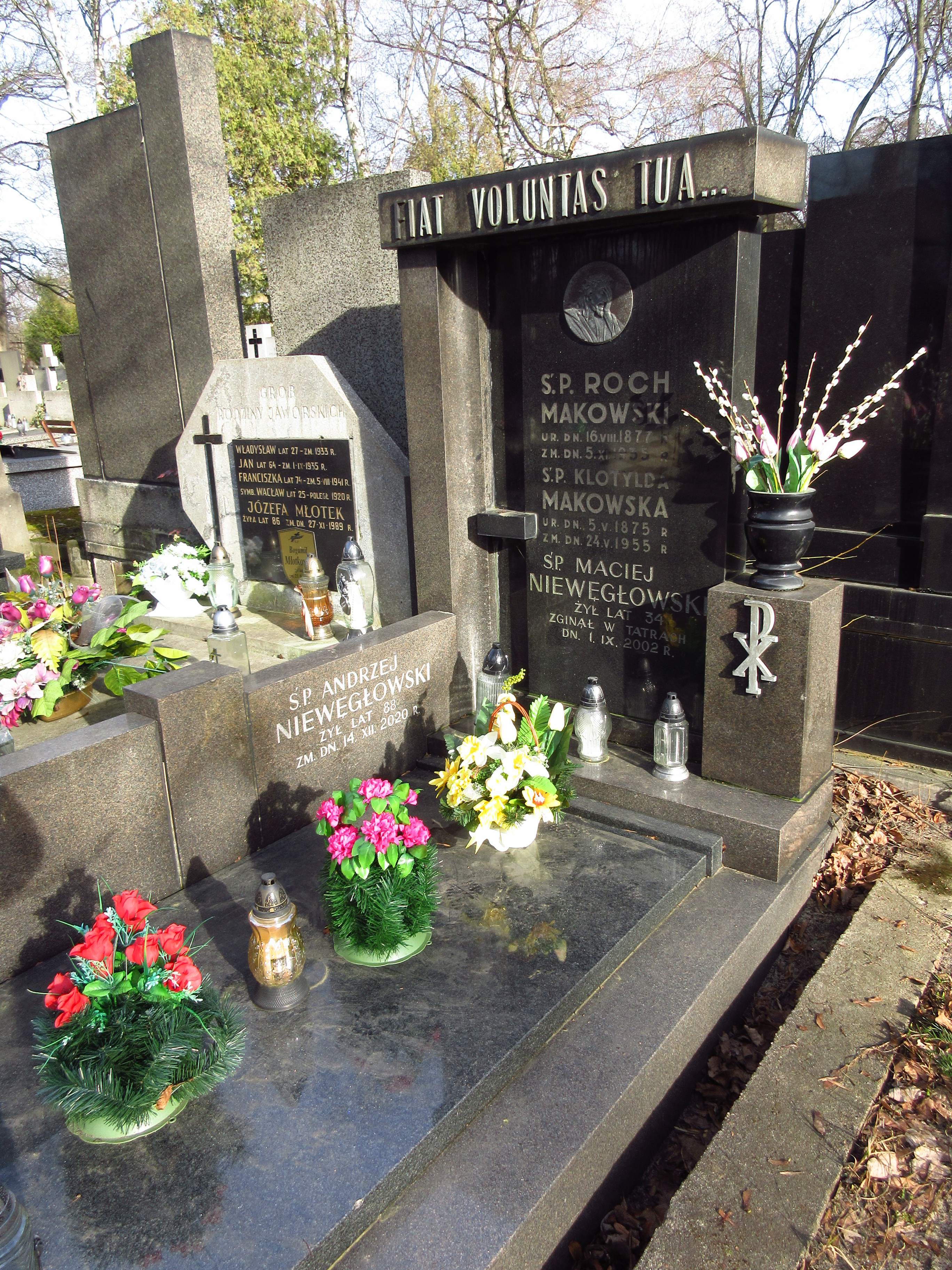
Grób profesora Andrzeja Niewęgłowskiego na Cmentarzu Bródnowskim.

W 1956 r. ukończył studia na Wydziale Historycznym Uniwersytetu Warszawskiego. W 1968 r. na tymże wydziale uzyskał doktorat za rozprawę pt. Przemiany  kulturowe  i  osadnicze  na  Mazowszu  i  Wyżynie  Łódzkiej w okresie późnolateńskim i wczesnorzymskim, przygotowaną pod kierunkiem prof. Włodzimierza Antoniewicza. W 1985 r. habilitował się na podstawie pracy zatytułowanej Obrządek pogrzebowy ludności kultury przeworskiej na  przełomie  er  (II  w.  p.n.e.  –  II  w.  n.e.). Od 1986 r. do emerytury w 2002 r. był zatrudniony na stanowisku docenta w Instytucie Historii Kultury Materialnej PAN (w 1992 r. przekształconego w Instytut Archeologii i Etnologii PAN). Pochowany na cmentarzu Bródnowskim w Warszawie (kwatera 30A-6-6).

## Odznaczenia
- 1984: Medal 40-lecia Polski Ludowej[1]
- Medal za Warszawę 1939–1945[1]
- Medal 25-lecia IHKM[1]